# Listriella mollis
Listriella mollis är en kräftdjursart som beskrevs av Myers och Mcgrath 1983. Listriella mollis ingår i släktet Listriella och familjen Liljeborgiidae. Inga underarter finns listade i Catalogue of Life.